# Staffan Kronwall
Per Staffan Kronwall (Järfälla, 10 settembre 1982) è un hockeista su ghiaccio svedese.

## Palmarès

### Mondiali
- 2 medaglie:
  - 1 oro (Svezia/Finlandia 2013)
  - 1 argento (Slovacchia 2011)